# Lijst van premiers van Azerbeidzjan
Hieronder staat een chronologische lijst van premiers van Azerbeidzjan.

## Premiers van Azerbeidzjan (1991-heden)
| Nr. | Premier | Premier                 | Ambtsperiode                      | Partij                  | Partij |
| --- | ------- | ----------------------- | --------------------------------- | ----------------------- | ------ |
| 1   |         | Hasan Hasanov (1940)    | 7 februari 1991 - 7 april 1992    | Onafhankelijk           |        |
| 2   |         | Firuz Mustafayev (1946) | 7 april 1992 - 18 mei 1992        | Onafhankelijk           |        |
| 3   |         | Rahim Huseynov (1936)   | 18 mei 1992 - 26 januari 1993     | Onafhankelijk           |        |
| 4   |         | Ali Masimov (1953)      | 26 januari 1993 - 28 april 1993   | Volksfront Azerbeidzjan |        |
| 5   |         | Panakh Huseynov (1957)  | 28 april 1993 - 27 juni 1993      | Volksfront Azerbeidzjan |        |
| 6   |         | Suret Huseynov (1959)   | 27 juni 1993 - 6 oktober 1994     | Militair                |        |
| 7   |         | Fuad Guliyev (1941)     | 6 oktober 1994 - 20 juli 1996     | Nieuw Azerbeidzjan      |        |
| 8   |         | Artur Rasizade (1935)   | 20 juli 1996 - 4 augustus 2003    | Nieuw Azerbeidzjan      |        |
| 9   |         | Ilham Alijev (1961)     | 4 augustus 2003 - 4 november 2003 | Nieuw Azerbeidzjan      |        |
| 10  |         | Artur Rasizade (1935)   | 4 november 2003 - 21 april 2018   | Nieuw Azerbeidzjan      |        |
| 11  |         | Novruz Mammadov (1947)  | 21 april 2018 - 8 oktober 2019    | Nieuw Azerbeidzjan      |        |
| 12  |         | Ali Asadov (1956)       | 8 oktober 2019 - heden            | Onafhankelijk           |        |